# Örtjärnen (Lekvattnets socken, Värmland)
Örtjärnen är en sjö i Torsby kommun i Värmland och ingår i Göta älvs huvudavrinningsområde. Sjön är 11,5 meter djup, har en yta på 0,133 kvadratkilometer och befinner sig 237,2 meter över havet.

## Delavrinningsområde
Örtjärnen ingår i det delavrinningsområde (667467-133375) som SMHI kallar för Utloppet av Grundsjön. Medelhöjden är 263 meter över havet och ytan är 31,02 kvadratkilometer. Det finns inga avrinningsområden uppströms utan avrinningsområdet är högsta punkten. Lillån som avvattnar avrinningsområdet har biflödesordning 4, vilket innebär att vattnet flödar genom totalt 4 vattendrag innan det når havet efter 370 kilometer. Avrinningsområdet består mestadels av skog (83 procent). Avrinningsområdet har 1,5 kvadratkilometer vattenytor vilket ger det en sjöprocent på 4,8 procent.